# Capitoli di Psyren
Questa è la lista dei capitoli del manga Psyren, scritto e disegnato da Toshiaki Iwashiro. Il manga è stato serializzato da Shūeisha sulla rivista Weekly Shōnen Jump dal 3 dicembre 2007 al 29 novembre 2010, per un totale di 145 capitoli. I capitoli sono stati in seguito raccolti in 16 volumi in formato tankōbon, pubblicati in Giappone da Shūeisha. L'edizione italiana del manga è stata pubblicata dall'editore Star Comics, tra il 1º ottobre 2010 e il 3 settembre 2012, a cadenza mensile per i primi otto volumi e bimestrale per i successivi.
I capitoli sono riportati con il titolo dato dalla Star Comics nell'edizione italiana del manga, seguito dal proprio titolo originale giapponese e la relativa trascrizione in rōmaji. Per tutti i titoli originali la cui lettura è stata forzata mediante l'uso di furigana, essi vengono riportati in prossimità dei suddetti titoli: in tutti questi casi, nel campo rōmaji è presente la trascrizione dei furigana anziché dei relativi kanji o caratteri latini.

## Lista volumi
| Nº | Titolo italiano Giapponese 「Kanji」 - Rōmaji | Data di prima pubblicazione             | Data di prima pubblicazione |
| Nº | Titolo italiano Giapponese 「Kanji」 - Rōmaji | Giapponese                              | Italiano                    |
| 1  | La leggenda metropolitana 「都市伝説」 - Toshi densetsu | 2 maggio 2008 ISBN 978-4-08-874532-9    | 1º ottobre 2010             |
| 1  | Capitoli - 1. La leggenda metropolitana (都市伝説?, Toshi densetsu) - 2. Il paradiso (楽園?, Rakuen) - 3. L'area off-limits (警戒区域?, Keikai kuiki) - 4. Alfred il Taboo (禁人種のARFRED?, Tavū no Arufureddo) - 5. Lo spettacolo (光景?, Kōkei) - 6. Istinto di sopravvivenza (生存力?, Seizon ryoku) - 7. Ritorno a casa (帰還?, Kikan) |                                         |                             |
| 2  | Baby Universe 「ベビーユニバース」 - Bebī yunibāsu | 4 luglio 2008 ISBN 978-4-08-874546-6    | 3 novembre 2010             |
| 2  | Capitoli - 8. Vengo a prenderla! (迎えの者?, Mukae no mono) - 9. A ciascuno i suoi problemi (それぞれの事情?, Sorezore no jijō) - 10. Il racconto di Matsuri (マツリの話?, Matsuri no hanashi) - 11. Baby Universe (ベビーユニバース?, Bebī yunibāsu) - 12. Casa sua (彼女の部屋?, Kanojo no heya) - 13. Question Q (Q『Q』?, Kuesuchon Kyū) - 14. La nuova convocazione (再召集?, Saishōshū) - 15. Il gruppo (集いし者達?, Tsudoishimono-tachi) - 16. L'insaziabile worm (大喰らいの蟲?, Ōgurai no wāmu)                                                             |                                         |                             |
| 3  | Il drago 「龍」 - Ryū | 3 ottobre 2008 ISBN 978-4-08-874580-0   | 2 dicembre 2010             |
| 3  | Capitoli - 17. Tatsuo (タツオ?, Tatsuo) - 18. Tocca a me (自分の番?, Jibun no ban) - 19. La ragazza, il taboo, e il cuore spezzato (少女と禁人種と壊れた心?, Shōjo to tavū to kowareta kokoro) - 20. La strategia (作戦?, Sakusen) - 21. L'esca (囮?, Otori) - 22. Il drago (龍?, Ryū) - 23. Distruzione (破壊?, Hakai) - 24. Il risveglio (再起?, Saiki) - 25. Torneremo di sicuro (必ず帰る?, Kanarazu kaeru) |                                         |                             |
| 4  | Melseth Door - Le lune del tiranno 「暴王の月」 - Meruzezu Doa | 5 gennaio 2009 ISBN 978-4-08-874620-3   | 3 gennaio 2011              |
| 4  | Capitoli - 26. Guardare avanti (前へ?, Mae e) - 27. Rise (ライズ?, Raizu) - 28. Melseth Door - Le lune del tiranno (暴王の月?, Meruzezu Doa) - 29. I bambini di Elmore Wood (エルモア・ウッドの子供達?, Euromoa Uddo no kodomo-tachi) - 30. L'attrattiva di un gioco infantile (魅惑なる児戯?, Miwakunaru jigi) - 31. Il ritiro (合宿?, Gasshuku) - 32. Il terzo viaggio (三度目の旅立ち?, Sandome no tabidachi) - 33. Il rifugio antiatomico (宝箱?, Sherutā) - 34. La miniera di notizie (遺産?, Nyūsu) - 35. I germogli dell'estinzione (滅亡の芽?, Metsubō no me) |                                         |                             |
| 5  | Vision 「幻視」 - Mugen | 4 marzo 2009 ISBN 978-4-08-874654-8     | 2 febbraio 2011             |
| 5  | Capitoli - 36. La scelta di ribellarsi (蜂起?, Ketsui) - 37. Dolky dei W.I.S.E. (W.I.S.E?, Doruki) - 38. La fuga (散?, Esukeipu) - 39. Falce di Trance (鎌?, Toransu) - 40. L'esperimento (実験?, Jikken) - 41. Vision (幻視?, Vijonzu) - 42. Il programma (新型?, Puroguramu) - 43. Melseth VS. Explodia (暴王VS爆塵者?, Meruzezu bāsasu Ikusupurojia) - 44. I comandanti stellari (星将?, Seishō) |                                         |                             |
| 6  | Flame 「突入作戦」 - Fureimu | 4 giugno 2009 ISBN 978-4-08-874682-1    | 2 marzo 2011                |
| 6  | Capitoli - 45. Cielo estivo (夏空?, Natsuzora) - 46. Imbavagliato (緘口令?, Kankōrei) - 47. Q (Q?, Kyū) - 48. Il trio (三人組?, San'ningumi) - 49. Le scritte sul muro (落書き?, Rakugaki) - 50. Flame (突入作戦?, Fureimu) - 51. Pyro Queen (炎?, Pairo Kuīn) - 52. Gli occhi della mente (心眼?, Shingan) - 53. Dolore (痛み?, Itami) |                                         |                             |
| 7  | 2 dicembre - Il cambiamento 「改変・12月2日」 - Kaihen: jūnigatsu futsuka | 4 agosto 2009 ISBN 978-4-08-874716-3    | 1º aprile 2011              |
| 7  | Capitoli - 54. Fratelli (兄弟?, Kyōdai) - 55. Miroku (ミロク?, Miroku) - 56. All'ospedale (病院にて?, Byōin ni te) - 57. 2 dicembre - Il cambiamento (改変・12月2日?, Kaihen: jūnigatsu futsuka) - 58. 2 dicembre - Il cambiamento (2) (改変・12月2日②?, Kaihen: jūnigatsu futsuka ni) - 59. La scomparsa (消失?, Shōshitsu) - 60. Getta il tuo cuore (心を捨てれば?, Kokoro o sutereba) - 61. L'invito (招待?, Shōtai) - 62. Compensazione (相殺?, Sōsai) |                                         |                             |
| 8  | La luce 「光」 - Hikari | 4 novembre 2009 ISBN 978-4-08-874737-8  | 2 maggio 2011               |
| 8  | Capitoli - 63. Disperatamente (絶望的?, Zetsubōteki) - 64. La luce (光?, Hikari) - 65. Elmore Wood (エルモア・ウッド?, Eurumoa Uddo) - 66. I guerrieri (戦士?, Senshi) - 67. Il root (根?, Rūto) - 68. Il giorno della rinascita (1) (転生の日①?, Tensei no hi ichi) - 69. Il giorno della rinascita (2) (転生の日②?, Tensei no hi ni) - 70. Il giorno della rinascita (3) (転生の日③?, Tensei no hi san) - 71. S.O.S. (SOS?, Esuōesu) |                                         |                             |
| 9  | L'isola vivente 「生ける島」 - Ikeru shima | 4 gennaio 2010 ISBN 978-4-08-874766-8   | 1º luglio 2011              |
| 9  | Capitoli - 72. Verso l'Isola di Mukuro (夢喰島へ?, Mukurojima e) - 73. Il falso imperatore (偽帝?, Gitei) - 74. Brain Beast (脳獣?, Burein Bīsuto) - 75. L'isola vivente (生ける島?, Ikeru shima) - 76. Home (家?, Hōmu) - 77. Il disco (円?, En) - 78. Cage (檻?, Kēji) - 79. La mano sinistra (左手?, Hidarite) - 80. Il sorriso (微笑?, Bishō) |                                         |                             |
| 10 | A ciascuno il suo cielo 「それぞれの空」 - Sorezore no sora | 4 marzo 2010 ISBN 978-4-08-870013-7     | 1º settembre 2011           |
| 10 | Capitoli - 81. Faccia a faccia (対面?, Taimen) - 82. Ricordi (記憶?, Kioku) - 83. Senza cuore (無感情?, Mukanjō) - 84. Hiryu (飛龍?) - 85. Scomparsa (失踪?, Shissō) - 86. A ciascuno il suo cielo (それぞれの空?, Sorezore no sora) - 87. Famiglia (家族?, Kazoku) - 88. Padre e figlio (父と子?, Chichi to ko) - 89. Amamiya (雨宮?, Amamiya) |                                         |                             |
| 11 | Le due cavie 「二人の実験体」 - Futari no jikkentai | 30 aprile 2010 ISBN 978-4-08-870048-9   | 3 novembre 2011             |
| 11 | Capitoli - 90. L'Istituto Harukaze (はるかぜ学園?, Harukaze gakuen) - 91. Riko (理子?) - 92. Lo spirito maligno (まじん?, Majin) - 93. Amico numero 1 (友達1号?, Tomodachi ichi-gō) - 94. Le due cavie (二人の実験体?, Futari no jikkentai) - 95. Nichirin - Il cerchio del sole (日輪?, Nichirin) - 96. Il re della vita (生命の王?, Seimei no ō) - 97. L'asteroide Ouroboros (小惑星ウロボロス?, Shōwakusei Uroborosu) - 98. Il superstite della Grigori (グリゴリの生存者?, Gurigori no seizonsha)                                                                 |                                         |                             |
| 12 | Sangue e decisione 「血と覚悟」 - Chi to kakugo | 2 luglio 2010 ISBN 978-4-08-870104-2    | 3 gennaio 2012              |
| 12 | Capitoli - 99. Rimorsi (後悔?, Kōkai) - 100. Al centro ricerche (研究所へ?, Kenkyūjo e) - 101. Virus (ウイルス?, Uirusu) - 102. Falene velenose (毒蛾?, Dokuga) - 103. Fuoco incrociato (挟撃?, Kyōgeki) - 104. Scambio (交替?, Kōtai) - 105. Abyss (深淵?, Abisu) - 106. Sangue e determinazione (血と覚悟?, Chi to kakugo) - 107. Modi di morire (死に様?, Shinizama) |                                         |                             |
| 13 | Invasione 「潜入」 - Sen'nyū | 3 settembre 2010 ISBN 978-4-08-870149-3 | 1º marzo 2012               |
| 13 | Capitoli - 108. Strisciano nella notte buia (闇夜の蠢き?, Yamiyo no ugomeki) - 109. Batticuore (ドキドキ?, Dokidoki) - 110. Tre persone (三人?, San'nin) - 111. Giganti (巨大?, Kyodai) - 112. Esistenza (生存?, Seizon) - 113. Infiltrazione (潜入?, Sen'nyū) - 114. Mostro assassino (殺人鬼?, Satsujinki) - 115. Diver (ダイバー?, Daibā) - 116. Scourge (スカージ?, Sukāji) |                                         |                             |
| 14 | Nova 「ノヴァ」 - Noba | 3 dicembre 2010 ISBN 978-4-08-870158-5  | 2 maggio 2012               |
| 14 | Capitoli - 117. Furia ardente (滾り?, Tagiri) - 118. Il ruggito (咆哮?, Hōkō) - 119. Il castigo (報い?, Mukui) - 120. La discesa (降臨?, Kōrin) - 121. Kamikiri (神刃?, Kamikiri) - 122. Nova (ノヴァ?, Noba) - 123. Il sole (太陽?, Taiyō) - 124. Tenju, l'albero del cielo (天樹?, Tenju) - 125. La vigilia della battaglia decisiva (決戦前夜?, Kessen zen'ya) |                                         |                             |
| 15 | Psyren 「警報」 - Sairen | 4 febbraio 2011 ISBN 978-4-08-870178-3  | 3 luglio 2012               |
| 15 | Capitoli - 126. Mano nella mano (つなぐ手?, Tsunagu te) - 127. Il valore della vita (生きる意味?, Ikiruimi) - 128. Siren - Allarme (警報?, Sairen) - 129. L'ultimo sole (最後の太陽?, Saigo no taiyō) - 130. Fusione (融合?, Yūgō) - 131. Il momento di cambiare (替え時?, Kae toki) - 132. Metà (半身?, Hanshin) - 133. Perdonate l'attesa (待たせたな?, Matasetana) - 134. Requiem (葬送曲?, Rekuiemu) - 135. Pecora. Lupo. (羊,狼?, Hitsuji, ōkami) |                                         |                             |
| 16 | Mondi collegati 「繋がる世界」 - Tsunagaru sekai | 4 marzo 2011 ISBN 978-4-08-870188-2     | 3 settembre 2012            |
| 16 | Capitoli - 136. Fratelli (姉弟?, Kyōdai) - 137. Il sole e la luna (太陽と月?, Taiyō to tsuki) - 138. Reverse - Capovolgimento (反転?, Ribāsu) - 139. Distruzione (崩壊?, Hōkai) - 140. Liberazione (解放?, Kaihō) - 141. La lacrima promessa (約束の涙?, Yakusoku no namida) - 142. La corona (王冠?, Ōkan) - 143. La via (道を?, Michi o) - 144. Vivi (生きろ?, Ikiro) - LAST. Il mondo è in linea (繋がる世界?, Tsunagaru sekai) |                                         |                             |